# Leone di Tripoli
Leone di Tripoli (fl. 904-924) è stato un pirata bizantino al servizio dei Saraceni.

## Biografia
Nato in Grecia da genitori cristiani, venne catturato dai Saraceni e si convertì all'Islam, facendo carriera nella marina saracena fino a giungere al grado di ammiraglio.
Il suo primo nome arabo fu Ġulām Zurāfa, che significa "schiavo di Zurafa"; in seguito prese il nome Rašiq al-Wardāmī, probabilmente una corruzione del greco Mardaïtes, che significa "[proveniente] da Attaleia".
Il 31 luglio 904 Leone saccheggiò Tessalonica. Nel 907, con una flotta raccolta da Tarso e Laodicea, veleggiò su per lo Stretto dei Dardanelli e assalì la capitale dell'Impero bizantino, Costantinopoli. Nel maggio 912 Leone e il suo collega saraceno Damiano sconfissero Imerio, logoteta del dromou, come rappresaglia per un attacco bizantino a degli Arabi di Cipro. Nel 924 la marina bizantina distrusse la flotta di Leone al largo di Lemno.